# Дуглас, Сандра
Сандра Дуглас (англ. Sandra Douglas; род. 22 апреля 1967, Манчестер, Ланкашир) — британская легкоатлетка. Бронзовый призёр летних Олимпийских игр 1992 года в эстафете 4х400 метров. Чемпионка Великобритании 1992 года.

## Биография
Дуглас родилась 22 апреля 1967 года в Читэм-Хилле, Манчестер. 
В 1992 году стала чемпионкой Великобритании в беге на 400 метров.
Выступала за Великобританию на летних Олимпийских играх 1992 года в Барселоне, где установила личный рекорд на дистанции 400 метров (51,41), дойдя до полуфинала, а затем выиграла бронзовую медаль в эстафете 4х400 метров вместе с Филлис Смит, Дженнифер Стаут и Салли Ганнелл. 
Дуглас также выступала за сборную Англии на Играх Содружества 1994 года.